# Nesen (Familie)

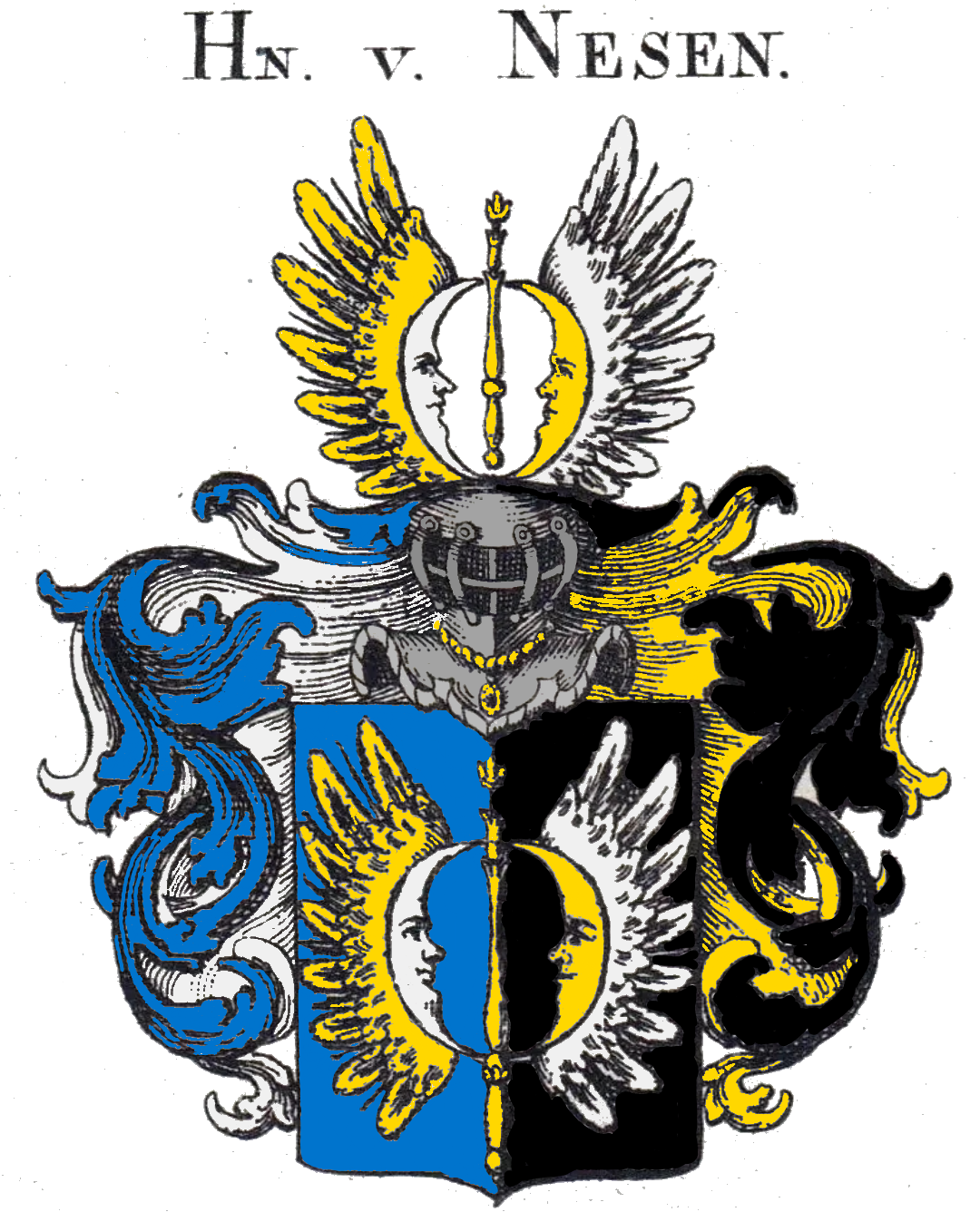
Coloriertes Wappen (1642) nach Vorlage und Beschreibung bei Konrad Tyroff

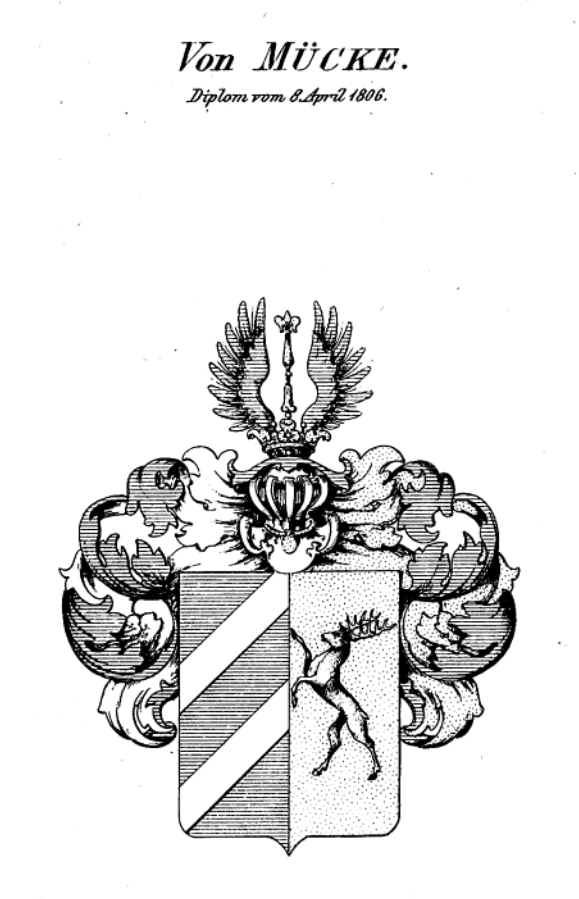
Das Wappen der Herren von Mücke mit dem Nesen’schen Wappenbild als Helmzier (Abbildung bei Johann Andreas Tyroff).

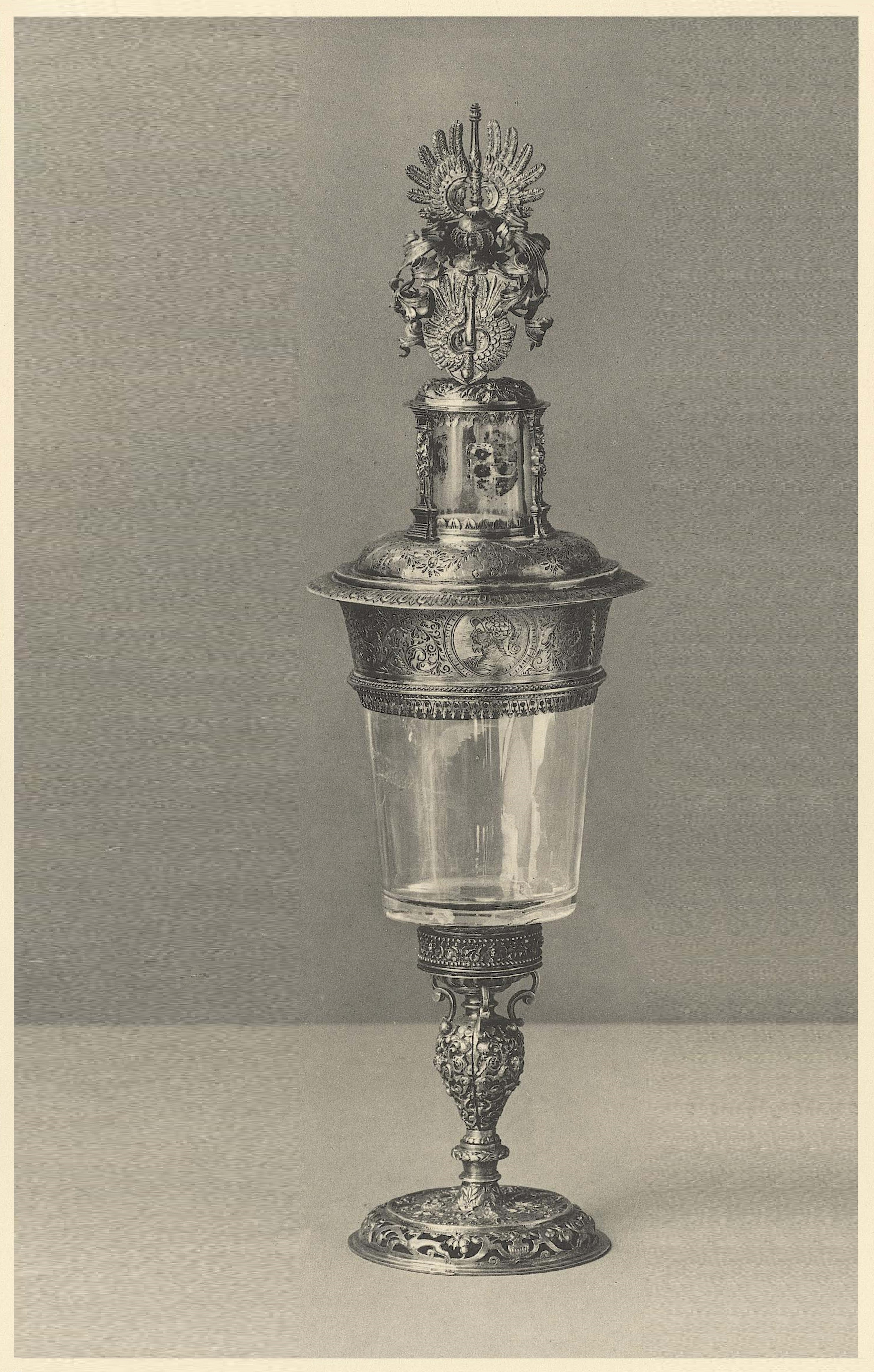
Der von Martin Luther an Wilhelm Nesen geschenkte Kristallbecher (Grünes Gewölbe)

Nesen hieß „eins der ältesten und angesehensten früheren Rats- und Stadtgeschlechter“ Zittaus. Nach Ernst Friedrich Haupt stammte die Familie Nesen aus Hessen und kam mit ihrem Stammvater Wilhelm Nesen über Wittenberg nach Zittau. Die Nesen wurden Mitte des 16. oder 17. Jahrhunderts in den erblichen Adelsstand erhoben.
Der Mannesstamm Nesen erlosch in der 2. Hälfte des 18. Jahrhunderts, und mit der Erbtochter, Christiane Friederike Nesen, vermählte Mücke auf Nieder-Rennersdorf, ging am 30. Dezember 1795 auch der Name des alten, in der Lausitz sehr angesehenen Geschlechts aus. Der Sohn dieser Erbtochter erhielt 1806 den Reichsadelstand unter Verleihung eines Wappens mit der Nesen’schen Helmzier als Helmschmuck.
Die Nesen prägten die Geschichte Zittaus, hatten hohe Verdienste um die Stadt und standen mit hohen Persönlichkeiten, beispielsweise König Ferdinand, Martin Luther und Philipp Melanchthon, in Kontakt.
Einige Familienmitglieder waren Bürgermeister, andererseits verheirateten sich die weiblichen Familienangehörigen mit einigen teils hochrangigen Persönlichkeiten.

## Geschichte

### Herkunft und Name
Wilhelm und Konrad Nesen bezeichneten sich in ihren Schriften als Nastadienses. Das Zittauer Totenregister enthält die Angabe über Konrad Nesens Geburtsort Frankfurt a. M., was nach Haupt aber gewiss falsch sei. Wilhelm und Konrad wurden demnach in Nastätten geboren.
Möglicherweise ist Nesen eine bei Humanisten üblich gewesene gräzisierte Namensform, ähnlich wie bei Philipp Melanchthon (eigentlich Philipp Schwartzerdt; mélas = ‚schwarz‘; chtōn = ‚Erde‘) und Erasmus von Rotterdam, dessen Beiname Desiderius eine sprachliche Entsprechung seines Vornamens Erasmus ist. In diesem Fall wäre Nesen (lat. Nesenius) abgeleitet von der Herkunftsstadt Nastätten (lat. Nastadienses).

### Genealogie
Wilhelm wurde um das Jahr 1493 im einst hessischen Nastätten geboren. Er führte das „Wanderleben“ eines Gelehrten und besuchte Basel, Löwen, Paris und Frankfurt. Er lernte Philipp Melanchthon, Erasmus von Rotterdam und Martin Luther kennen. Durch einen Unglücksfall ertrank er am 5. Juli 1524 in der Elbe.
Konrad, Wilhelms jüngerer Bruder, war im Jahr 1495 geboren. Auch er war mit Luther und Melanchthon befreundet. Konrad Nesen spielte eine nicht unbedeutende Rolle im Zusammenhang mit Luthers 95 Thesen, die er ohne das Wissen Luther veröffentlichte. Nesen verweilte seit dem Jahr 1530 am Hof König Ferdinands. Nach Hermann Knothe (1878) war er der Erzieher dessen Söhne, nach Otto Kämmel (1888) ließ sich die Aufgabe Konrad Nesens als „Präzeptor“ bei König Ferdinand nicht weiter eingrenzen. Unter anderem war Konrad Nesen auch Zittauer Bürgermeister. Er hatte sieben Kinder, darunter:
- Katharina († 1594), verh. Michael Krolaufft, Zittauer Bürgermeister 
  - Anna (* 1572); 1588: ⚭¹ Hans Jakob, Gewandschneider; 1608: ⚭² Nikolaus Schnitter, späterer Stadtrichter 
    - Rosina Schnitter (* 1617; † 1706); ⚭ Georg Reingast, Stadtrichter. Ihre Töchter wiederum heirateten in die Familien Günther, von Lankisch, Denicke, Jacobitz und Grohmann ein.
- Christoph[9]

Christoph Nesen (* 23. Dezember 1549) war Sekretär des Bischofs von Bamberg, Hospitalsverwalter, Ratsherr, Schöffe, Scholarch und Kirchenvorsteher. Er heiratete Sabina Arnsdorf, Tochter eines Ratsfreundes Gregor Arnsdorf und dessen Frau Barbara, geb. von Bischofswerder. Sie hatten fünf Kinder, darunter:
- Christoph (* 20. September 1579; † 24. November 1609), Jurist. ⚭ Helena, Tochter des Kamenzer Bürgermeisters Walter. Er starb nach jahrelanger Kränklichkeit
  - Anna Sabina (* um 1609; † 13. September 1632) heiratete am 30. November 1626 den Archidiakon Andreas Wintzinger
- Johannes
- Victorinus, Hauslehrer bei einem von Sebusin in Prag[11]

Johannes Nesen (* 20. April 1583), unter anderem mehrmaliger Zittauer Bürgermeister. Mit Dorothea Emmerich (Ehe 26. Januar 1614), Hans Emmerichs Tochter bzw. Benjamin Schnitters Tochter Dorothea (Ehe 3. Juli 1622) hatte er drei Kinder:
- Rosina (* 10. November 1614; † 14. April 1636), heiratete den Stadtrichter Marcus Möller. Sie ist Vorfahrin des Schriftstellers und Dichters Karl Friedrich Kretschmann.
- Gottfried
- Sophia (getauft am 24. Februar 1630), 13. Mai 1647: ⚭ Bartholomäus Gehler, Görlitzer Bürgermeister[13]

Gottfried (getauft am 8. April 1618; † 18. Februar 1692) wurde im Jahr 1673 Schöffe und im Jahr 1681 Stadtrichter. Er heiratete des Dr. med. Johannes Kießlings Tochter Anna Regina. In dieser Ehe wurden zwölf Kinder geboren, von denen zwei Söhne und drei Töchter im frühen Kindesalter verstarben. Die Überlebenden waren:
- Johann Wilhelm Nesen
- Anna Dorothea (getauft am 26. Dezember 1646; † 4. April 1710); 5. Mai 1670: ⚭ M. Georg Schönfeld, Mittagsprediger und Diakon
  - Christiana Schönfeld; ⚭ Gottfried Hoffmann, Rektor in Lauban und Zittau
- Anna Regina (getauft am 26. Januar 1649; † 19. August 1718); 19. Juni 1679: ⚭ Christian Weise, Rektor
- Johann Christian Nesen
- Anna Rosina (getauft am 19. Februar 1655; begraben am 6. Februar 1730); heiratete am 25. August 1711 in dritter Ehe Adam Erdmann Mirus, starb aber dennoch kinderlos.
- Johannes Siegfried (auch Johann Siegfried)
- Johanna Christiana (getauft am 13. August 1668; begraben am 16. November 1745), 26. April 1695: ⚭ Johann Joachim Möller, Protonotar und Sohn des Bürgermeisters Christian Möller[14]

Johann Wilhelm Nesen (* 8. Oktober 1645; † 8. Mai 1711), studierte in Jena und Straßburg Jura. Seit 1684 war er Ratsherr, 1691 Schöffe, 1698 Gerichtsgehilfe („Assessor Judicii“) und 1701 Stadtrichter. Im Jahr 1708 wurde er erstmals Bürgermeister. Er sei ein „ausgezeichneter Jurist und Mann ohne Falsch“ gewesen. Im Jahr 1766 heiratete er des bereits verstorbenen schwedischen Oberstleutnant Johann Hausers Tochter Anna Eleonora. Die aus dieser Ehe entstammten fünf Söhne und zwei Töchter verstarben als Kleinkinder oder im Jugendalter und hinterließen keine Nachkommen.
Johann Christian Nesen (* 3. Juni 1653; † 22. Juli 1727), studierte in Jena Jura und hielt sich kurz in Leipzig auf, bevor er wieder nach Zittau kam. 1685 wurde er Unterstadtschreiber, 1698 Ratsherr, 1699 Schöffe, 1708 Gerichtsgehilfe und 1710 Stadtrichter. Im Jahr 1711 wurde er anstelle seines verstorbenen Bruders als Bürgermeister eingesetzt. Im Jahr 1713 wurde ihm der Titel eines königlich polnischen, kursächsischen Hof- und Justitienrats verliehen, im Jahr 1719 wurde er auch in diesen Rang erhoben. Er war sehr angesehen, was sich auch in seinen umfangreichen Bemühungen um die Stadt Zittau widerspiegelt. Seine Verdienste erfolgten unter anderem im Zusammenhang mit auswärtigen Beziehungen, dem Armenwesen, Waisenhaus und der Schule. Im Jahr 1688 heiratete er des Bürgermeisters Johann Philipp Stolls Tochter Johanna Eleonora, im Jahr 1700 des Kaufmanns bzw. Ratsherren Andreas Noacks Tochter Christiane Sophie. Drei Kinder aus beiden Ehen überlebten ihre Kindheit nicht.
Johannes Siegfried (getauft am 3. Februar 1662; † 12. August 1708). Im Jahr 1691 heiratete er Anna Dorothea (geb. Arnsdorff; † 1692), Witwe eines Friedrich Theophil Crusius, in zweiter Ehe am 10. November 1693 Johanna Christiana († 1703), Tochter des Dr. Med. Christian Crusius. Im Jahr 1701 wurde er Bauschreiber und leistete Zittau „in Zeiten schwerer Einquartierung“ (Großer Nordischer Krieg) hohe Verdienste. Aus zweiter Ehe hinterließ er zwei Söhne:
- Christian Siegfried (* 7. Februar 1695; † 27. Juli 1766), studierte seit 1714 in Leipzig und seit 1716 in Straßburg Jura. Im Jahr 1717 bereiste er Frankreich und blieb einige Zeit in Paris, bevor er bis ins Jahr 1719 in Leyden weiterstudierte. Anschließend kehrte er nach Sachsen zurück 1721 und 1723 erwarb er in Halle die Abschlüsse Lic. Jur und Dr. Jur. 1723 wurde er in Zittau Ratsherr, 1729 Schöffe, 1734 Stadtrichter und 1755 schließlich Bürgermeister. Er stiftete ein 2000 Taler schweres Stipendium für Studierende und starb unverheiratet.
- Johann Konrad (getauft am 9. September 1696; begraben am 23. Mai 1742)[18]
  - Christiane Friederike (getauft am 13. März 1723; † 30. Dezember 1795);[19] 5. November 1742: ⚭ Karl Siegfried Mücke, seit 1742 Kammerdiener und Perückier des königlichen Oberstallmeisters, Grafen Moritz von Brühl.
    - Christian Siegfried Mücke, kursächsischer Leutnant, wurde im Jahr 1806 in den Reichsadelstand erhoben. Das Nesensche Wappen wurde im gleichzeitig verliehenen Wappen als Helmzier verwendet. Er hatte 11 Kinder.[3][20]

  - Henriette Charlotte (getauft am 1. November 1725; begraben am 5. Dezember 1749)
  - Christian Friedrich (getauft am 27. August 1732; begraben am 9. August 1793), Steuereinnehmer. Er starb unverheiratet.[21]

## Kristallbecher
Martin Luther schenkte Wilhelm Nesen einst einen kristallinen Becher. Dessen Bruder Konrad brachte ihn später nach Zittau und ließ ihn „mit seinem und anderen Wappen, sowie mit Gold und Zierat schmücken“. Christian Friedrich Nesen vermachte den 260 Jahre lang in Besitz der Familie Nesen gewesenen Kristallbecher aus angeblicher Eitelkeit (sic!) der kurfürstlichen Kunstkammer Dresden (Grünes Gewölbe).

## Adelserhebung
Nach Ledebur, Knothe, Haensch etc. wurde Konrad Nesen im Jahr 1542 in den Adelsstand erhoben. Haupt bildete sogar einen Abdruck des angeblich originalen Adelsbriefs ab. Nach Haensch enthält diese Abbildung Fehler. Adolf Matthias Hildebrandt behauptete, Konrad Nesen habe im Jahr 1542 lediglich einen Wappenbrief erhalten, geadelt worden sei die Familie erst am 10. Mai 1642. Von letzterem Datum wusste auch Ledebur.

## Wappen

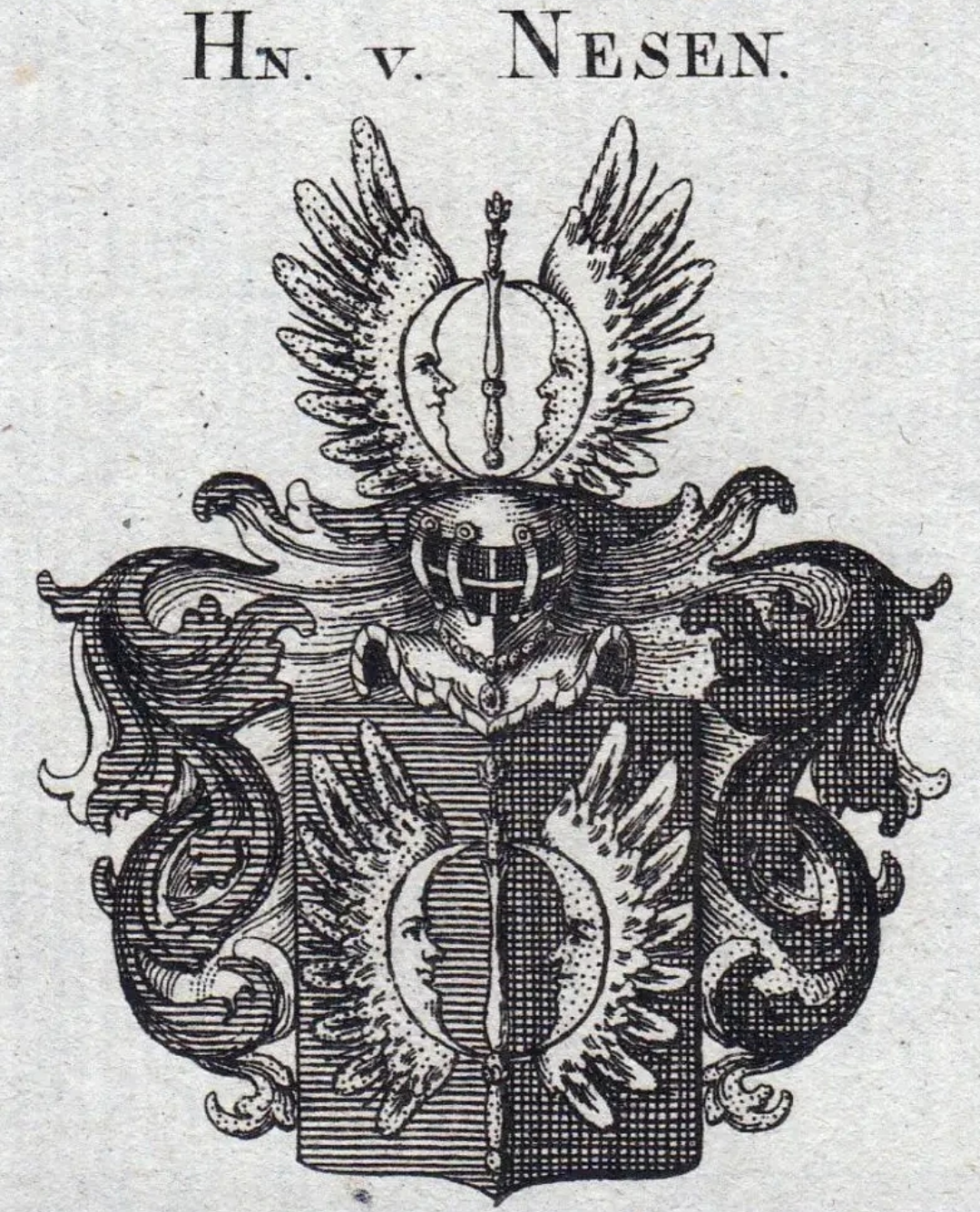
Das der Familie Nesen verliehene Wappen (Abbildung bei Konrad Tyroff).

Blasonierung: ein aufrechter goldener Zepter, „oben in Gleve endend“, im blau-schwarz gespaltenen Schild. Den Zepter umgeben zwei einwärts gekehrte Adlerflügel, die Sachsen je belegt mit Sonnen oder je nach Quelle Halbmonden mit Gesicht. Auf dem gekrönten Helm das Kleinod: die Flügel mit den zwei halben Sonnen/Monden und das Zepter. Decken: blau-silbern und schwarz-golden.
Das Wappen der Nesen aus der Wappenverleihung im Jahr 1542 zeigte einen Frauenkopf.

## Persönlichkeiten
- Johann Nesen
- Johann Christian Nesen
- Konrad Nesen
- Wilhelm Nesen